# Atomfrekvensnormal
En atomfrekvensnormal är i likhet med andra frekvensnormaler en likare för frekvens och används för mycket noggrann tidmätning. Den fysikaliska principen bakom en atomfrekvensnormal är att utnyttja en atomoscillator, något slags oscillations- eller resonansfenomen hos ett grundämne, vilket ger tidmätningen en mycket god stabilitet.